# Tydemania
Tydemania is een monotypisch geslacht van straalvinnige vissen uit de familie van driepootvissen (Triacanthodidae). Het geslacht is voor het eerst wetenschappelijk beschreven in 1913 door Weber.

## Soort
- Tydemania navigatoris Weber, 1913